# Lipniki (rejon czortkowski)
Lipniki (dawniej Małe i Wielkie Lipniki) – przysiółek (chutor), na miejscu którego powstało osiedle typu miejskiego Zawodśke oraz Cukrownia Czortkowska.
Usytuowany na terenie obwodu tarnopolskiego rejonie czortkowskim, w hromadie Zawodśke.

## Toponimia
Historyczna nazwa przysiółka została utworzona semantycznie od określenia geograficznego „lipnik”, co oznacza „las lipowy” lub „mały las lipowy”. A zatem jego nazwa wzięła się od położenia w pobliżu uroczyska Lipnik, nazwanego od tego, że na tym terenie znajduje się duży las zdominowany przez lipy.

## Historia
Przysiółek założony pod koniec XIX wieku.
Przed II wojną światową było 12 tu gospodarstw chłopskich. W przysiółku, na miejscu obecnego szpitala, znajdował się folwark pana Rynczakowskiego, gdzie był dom, zabudowania gospodarcze, ogród, duża pasieka, 10 ha ziemi. Miejscowi chłopi pracowali na tej ziemi za opłatą. Wojna nie dotknęła chutoru, gdyż wojska przechodziły przez jego obszar bez walki. W okresie powojennym przysiółek opuściły trzy rodziny polskie, a z Polski przybyły trzy rodziny imigrantów. Władze oskarżyły i skazały dwóch mieszkańców wsi za pomoc dla UPA. Odsiadywali kary w regionie Magadanu.
W 1950 r. w procesie kolektywizacji przysiółek Lipniki  został przyłączony do sąsiedniej wsi Pastusze, która była częścią kołchozu im. Lenina. Ziemia, sprzęt gospodarstwa domowego i bydło zostały skonfiskowane chłopom.

## Populacja
W 1952 r. folwark liczył 27 domów i 121 mieszkańców.